# Vousák velký
Vousák velký (Psilopogon virens) je pták z čeledi lybiidae. Žije v severní Indii, Nepálu, Bangladéši, Bhútánu, Laosu a jihovýchodní Asii. Je to největší druh vousáka.

## Popis
Dorůstá délky 31 – 33 cm a váží 192 – 295 g. Dospělý pták má žlutý zobák s černou špičkou, modrošedou hlavu, hnědý hřbet, modrozelená křídla a ocas.

## Potrava
Vousák velký se živí ovocem, semeny a hmyzem.

## Hnízdění
Hnízdní období je od dubna do července. Tento druh obvykle vytváří hnízda ve stromových dutinách. O mláďata se starají oba rodiče.